# Rhyacophila gemona
Rhyacophila gemona är en nattsländeart som beskrevs av Ross 1938. Rhyacophila gemona ingår i släktet Rhyacophila och familjen rovnattsländor. Inga underarter finns listade i Catalogue of Life.